# 마에다 다이라
마에다 다이라(일본어: 前田 泰良, 2000년 7월 27일~)는 일본의 축구 선수이다.

## 구단 경력
그는 2022년 J3리그의 SC 사가미하라에 입단했다.